# 圣方济各亚西西主教座堂
圣方济各亚西西主教座堂（西班牙語：Catedral de San Francisco de Asís de El Aaiún；阿拉伯语：‎）或者只是称作西班牙主教座堂，它是一个罗马天主教教堂，担任西撒哈拉宗座监牧区（Praefectura Apostolica de Sahara Occidentali）的主教座堂，位于摩洛哥和阿拉伯撒哈拉民主共和国之间的争议领土西撒哈拉阿尤恩市。
这座教堂建于1954年的西班牙殖民时期在西属撒哈拉修建，由建筑师迭戈·梅恩德斯（Diego Méndez）设计，他是西班牙圣洛伦索-德埃尔埃斯科里亚尔“烈士谷”项目的设计者。如今，大教堂由无玷圣母献主会负责，并为仍然存在于城市中的西班牙小社区以及联合国驻该国特派团的现役人员服务。

## 图册

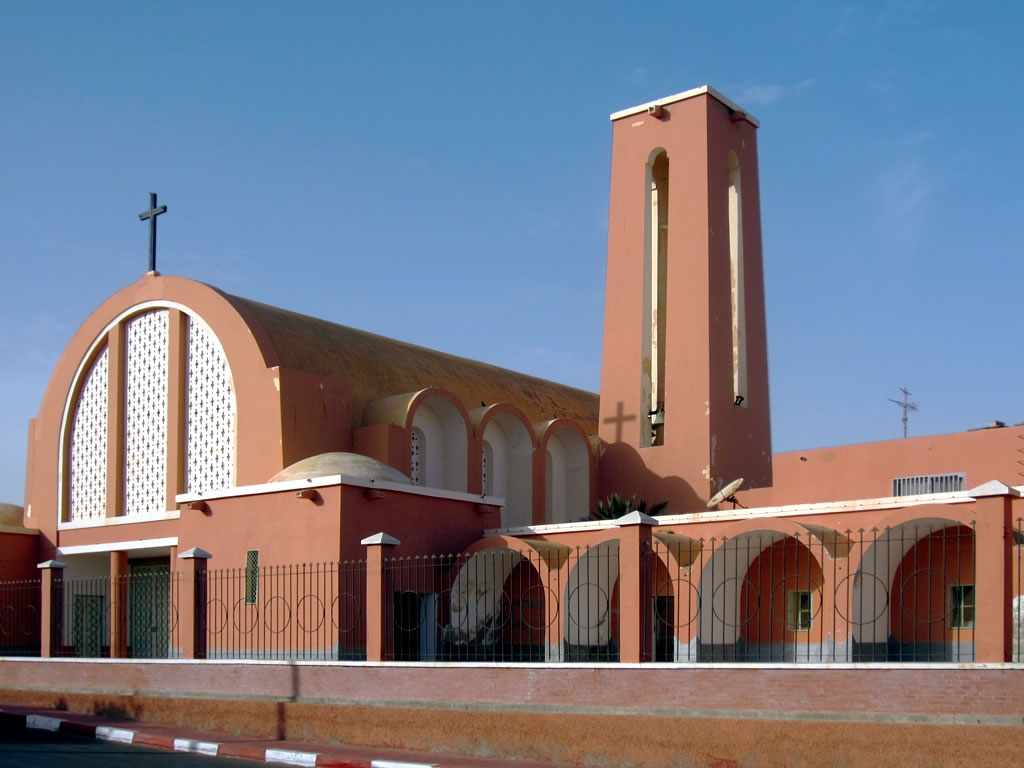
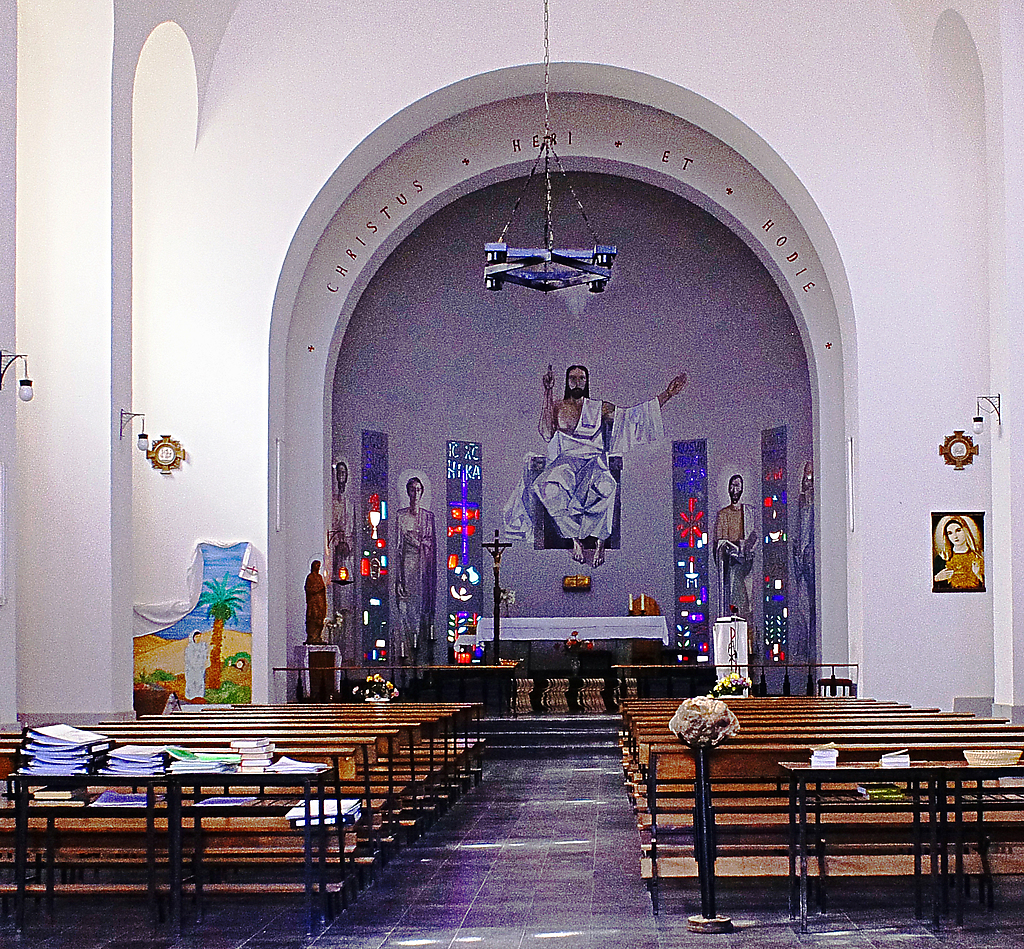
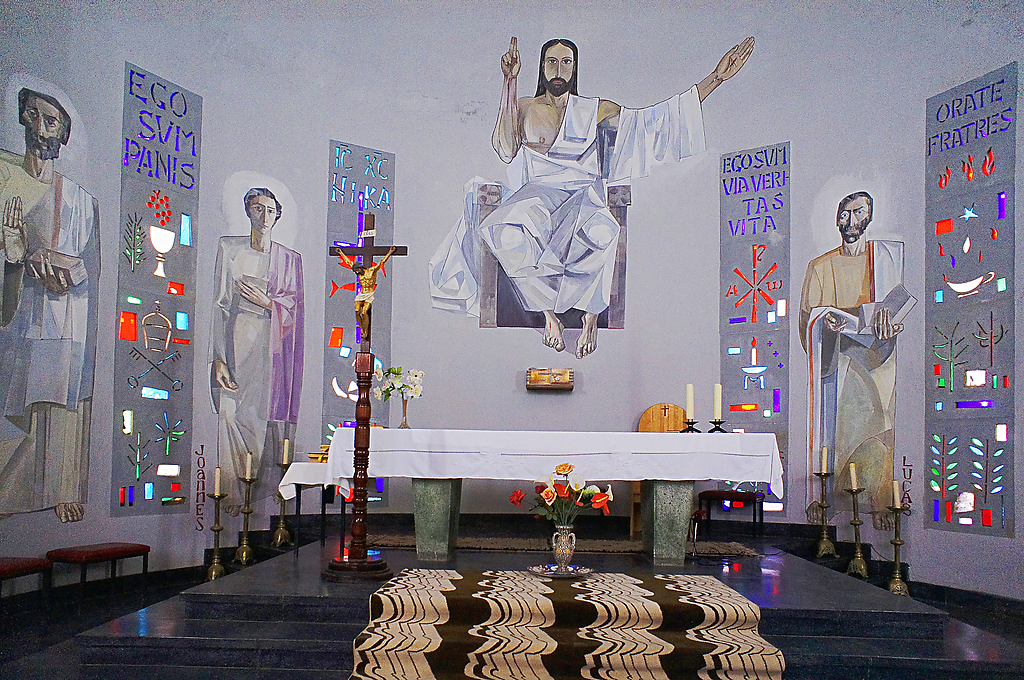